# (1049) Gotho
(1049) Gotho és un asteroide que forma part del cinturó d'asteroides i va ser descobert el 14 de setembre de 1925 per Karl Wilhelm Reinmuth des de l'observatori de Heidelberg-Königstuhl, Alemanya.
Gotho es va designar inicialment com 1925 RB. Es desconeix la raó del nom.

## Característiques orbitals
Gotho està situat a una distància mitjana del Sol de 3,098 ua, podent acostar-s'hi fins a 2,684 ua i allunyar-se fins a 3,513 ua. La seva excentricitat és 0,1337 i la inclinació orbital 15,1°. Triga a completar una òrbita al voltant del Sol 1992 dies.